# 一度死んでみた
『一度死んでみた』（いちどしんでみた）は、2020年3月20日公開の日本映画。監督は浜崎慎治、主演は広瀬すず。
薬を飲んで仮死状態になった父親を火葬から救うべく、デスメタルバンドのボーカルである娘がゴースト社員である父親の秘書と協力して奮闘する姿を描くコメディ。公開2週目には週末興行収入ランキングで1位になった。

## あらすじ
仕事に没頭して母の死に目にも間に合わなかった父に反発するデスメタルバンドのボーカル七瀬。
父は製薬会社の社長で、父の会社が開発を進める若返りの薬「ロミオ」を、ライバル企業が狙っていた。
ライバル企業が送り込んだスパイを炙り出すため、たまたま開発した2日間だけ仮死状態になる薬「ジュリエット」を飲んだ父。
この情報をつかんだライバル会社は、そのまま彼を亡き者にしようと画策する。七瀬は、まったく存在感のない父の秘書と協力して、その陰謀を阻止して父を生き返らせようとする。

## 登場人物
野畑七瀬
演 - 広瀬すず
売れないデスメタルバンド「魂ズ」のボーカルを務める女子大生。父親の教育により子供のころは化学が大好きな少女だった。現在は父親と2人暮らしだが、大の父親嫌いで存在自体を疎ましく思っている。本性では「くそおやじ」が大好きで、研究者としても認めている。
松岡卓
演 - 吉沢亮
計の秘書。あまりの存在感の無さに「ゴースト」と呼ばれている。ピンチに力を出すタイプ。
野畑計
演 - 堤真一
七瀬の父親で野畑製薬の社長。特技は狭いロッカーで着替えること。会社乗っ取りを企てるライバル企業のスパイ社員を炙り出そうと2日間だけ仮死状態になる薬「ジュリエット」を飲んだものの、ライバル企業の策略により2日後に火葬される事態に陥ってしまう。「ロミオ」の開発者。本当は、亡き妻のため作っていた薬。
火野
演 - リリー・フランキー
計が「ジュリエット」を飲んだことがきっかけで仮死状態になった際に現れた天国への案内人。計に付き添う優しい人。
渡部
演 - 小澤征悦
「経営再建のプロ」として野畑製薬に雇われた男。スパイ社員の炙り出しのため、計に「ジュリエット」を飲むことを提案する。葬儀の妨害と火葬を急ぐ。
田辺
演 - 嶋田久作
野畑製薬のライバル会社である「ワトスン製薬」社長。若返りの薬「ロミオ」の研究データを手に入れるために計を亡き者にしようと企てる。
野畑百合子
演 - 木村多江
計の妻および七瀬の母。本編の5年前に亡くなっている。
藤井
演 - 松田翔太
計が飲んだ「ジュリエット」を発明した研究員。計には「じいさん」と呼ばれている。たまにジュリエットを飲み、死んで三途の川で釣りして2日後に戻る。
オタク
演 - 加藤諒
七瀬がいるバンド「魂ズ」を応援するオタク。
ラーメン店の店主
演 - でんでん
七瀬のアルバイト先のラーメン店の店主。
野畑製薬の役員
演 - 森下熊幸（宇崎）、おかやまはじめ（曽野）、湯浅卓（実）、眞鍋かをり（小池）
とぼけた役員会でも、要点と計の意向は心得ている侮れない役員たち。計が死んで、娘が社長でも「社長命令は」絶対である。
野畑製薬の社員
演 - 柄本時生、前野朋哉、清水伸、西野七瀬、志尊淳
スゴイ薬を作ってるせいで、食べることが一番。食堂に計を一時的に安置しているため、昼食を心配する。
警備員
演 - 城田優
野畑製薬の警備員。出番は一度。
掃除のおばさん
演 - 原日出子
野畑製薬に通う掃除のおばさん。
ワトスン製薬の手下
演 - 真壁刀義、本間朋晃
計の研究ノートを奪おうと、彼の自宅を襲撃する。卓を一撃で倒すが、七瀬に倒される。
宇宙飛行士
演 - 野口聡一（JAXA 宇宙飛行士）
ボーイ
演 - 佐藤健
高級クラブのボーイ。
あかね
演 - 池田エライザ
高級クラブに勤務するキャバクラ嬢。計のLINEに大量の自撮り写真と動画を送り付ける。
同僚
演 - 古田新太
計の元同僚。
ジェームズ布袋
演 - 大友康平
音楽ディレクター。
坊主
演 - 竹中直人
百合子の葬儀で奇妙な読経を挙げる坊主。
支配人
演 - 妻夫木聡
計の葬儀に使用される「クラウンホテル」の支配人。
記者
演 - 遠山大輔
火葬場に押しかける記者。
魂ズ
桃子
演 - 安藤ニコ
ギター担当。
念持
演 - スズキリクオ
ドラム担当。
ほのか
演 - 鈴木つく詩
ベース担当。

アナウンサー
演 - 久慈暁子（フジテレビアナウンサー）

## スタッフ
- 監督：浜崎慎治
- 脚本：澤本嘉光
- 音楽：ヒャダイン
- 製作：大角正、石原隆
- プロデューサー：吉田繁暁、松崎薫、永江智大、山邊博文
- 共同プロデューサー：中居雄太、岡田翔太
- 撮影：近藤哲也
- 照明：溝口知
- 美術：小島伸介
- 録音：反町憲人
- 編集：小池義幸
- 装飾：酒井拓磨
- スクリプター：栗原節子
- 助監督：山下久義
- サウンドデザイン：浅梨なおこ
- 衣装デザイン：細見佳代
- ヘアメイク：外丸愛
- 音楽プロデューサー：高石真美、大里和生
- 宣伝プロデューサー：筧万弥子
- ラインプロデューサー：内山亮
- 制作プロダクション：ギークサイト
- 制作協力：松竹撮影所
- 製作協力：電通、LINE
- 配給：松竹
- 製作：松竹、フジテレビジョン

## 受賞
- 第44回日本アカデミー賞 優秀主演女優賞（広瀬すず）[7]

## ノベライズ
- 澤本嘉光・鹿目けい子（著）、幻冬舎文庫、2019年11月14日発売、ISBN 978-4-344429-15-4[8]
- 澤本嘉光（映画脚本）・石井睦美（著）・榊アヤミ（絵）、角川つばさ文庫、2019年12月13日発売、ISBN 978-4-04-631943-2[9]

## コミカライズ
- 澤本嘉光（映画脚本）・葛目迅（作画）、LINEマンガ連載、LINEコミックス、全2巻（電子書籍版では同内容で全3巻）
  1. 2020年3月10日発売、ISBN 978-4-86-697030-1
  2. 2020年10月15日発売、ISBN 978-4-86-697099-8